# Vật lý chất rắn
Vật lý chất rắn là một ngành trong vật lý học chuyên nghiên cứu các tính chất vật lý của chất rắn. Từ các mô hình đơn giản rút ra từ các tính chất cơ bản của các vật liệu chính như kim loại, chất bán dẫn điện, chất cách điện, chất có từ tính, chất siêu dẫn,... dưới dạng tinh thể.
Vật lý chất rắn được ứng dụng trong việc nghiên cứu và sử dụng các vật liệu rắn, đặc biệt là vật liệu mới. Ngành vật lý chất rắn đã được phát triển rất nhanh trong nhiều năm qua. Sự phát triển của vật lý chất rắn gắn liền với sự phát triển và sử dụng các vật liệu mới và những tính năng đặc biệt của nó.